# Уэлс (Невада)
Уэлс (англ. Wells) — небольшой город в округе Элко на северо-востоке штата Невада на западе США.

## География
По данным Бюро переписи населения США, город имеет общую площадь около 18 км². Населённый пункт находится на высоте 1720 м над уровнем моря.
Уэлс расположен на пересечении межштатной автомагистрали № 80 и трассы № 93.
Река Гумбольдт берет свое начало в источниках и в болотистой местности к западу от города.

## История
Западные шошоны коренные жители Невады, называли этот район (шошоне Toyagadzu), что в переводе означает «Конец множества гор».
Местность изобиловала колодцами с питьевой водой которые использовались путешественниками и местными жителями. Поселение белых колонистов называлось Гумбольдт-Уэлс. Оно возникло на маршруте Колифорнийской тропы недалеко от истока реки Гумбольдт. В этих местах переселенцы двигавшиеся на запад любили разбивать свои лагеря после длительного перехода. Иногда эти стоянка подвергались нападениям коренных американцев. Так в августе 1857 года здесь произошла Хэллоуэйская резня, когда небольшая группа переселенцев направляющихся в Калифорнию была атакована отрядом коренных американцев, предположительно пайютов. Через поселение была проложена Первая трансконтинентальная железная дорога. Город был основан в 1869 году после того железная дорога открыла станцию для заправки паровозов водой. В 1873 году комиссия округа Элко изменила название с Гумбольдт-Уэлс на Уэлс.
6:16 утра 21 февраля 2008 года недалеко от Уэлса произошло землетрясение магнитудой 6,0 балов. Из-за близости к эпицентру Уэлс сильно пострадал. Землетрясение возникло на глубине 9 км под поверхностью, а его эпицентр находился всего в 12 милях (19 км) от Уэлса.

## Население
| 1 апреля 2010 | 1 апреля 2020 |
| ------------- | ------------- |
| 1292          | ↘1237         |